# Lijst van spelers van HFC Haarlem
Dit is een lijst van voetballers die minimaal één officiële wedstrijd hebben gespeeld in het eerste elftal van de Nederlandse voormalig profclub HFC Haarlem of Haarlem.

## A
- Henny van der Aar
- Liban Abdulahi
- Achmed Ahahaoui
- Bert Aipassa
- Marcel Akerboom
- Coen Akersloot
- Ron van Alem
- Xavier Amanda
- Raymond Atteveld
- Adilio Augustin
- Iwan Axwijk
- Henk Angenent

## B
- Henri Baaij
- Jan van Baal
- Cees Baas
- Sven Baas
- Irfan Bachdim
- Edwin Bakker
- Wim Balm
- Abe van den Ban
- Serge van den Ban
- Cleon Banel
- Gilbert Barron
- Dick Beek
- Richard Beekink
- Hendrik van Beelen
- Dennis van Bekkum
- Leonardo Belloni
- Milan Berck Beelenkamp
- Otto Berendregt
- Jaap van den Berg
- Jan van den Berg
- Jeffrey van den Berg
- Piet van den Berg
- Cees van Bergen
- Marco Bergsma
- Giorgio Berkleef
- Houssin Bezzai
- Arie Bieshaar
- Bennie Blikslager
- Joop Böckling
- Floris van Bodegraven
- Toon den Boer
- Derk Boerrigter
- Rob Boersma
- Vincent Bon
- Hans Bond
- Christy Bonevacia
- Ronnie Boomgaard
- Tien Bos
- Raymond Bosboom
- Koen Bosma
- Dries Boszhard
- Omar Boukhari
- Jelle Bouma
- Dries Boussatta
- Karel Bouwens
- Gerrit Bouwmeester
- Mike Brammer
- Klaas Breeuwer
- René van Breevoort
- René van den Brink
- Benjamin van den Broek
- Michel van den Broek
- Javier Brouwer
- Stanley Brouwer
- Tristan Buchinhoren
- Floor Buma
- Joop Burgers
- Mitchell Burgzorg

## C
- Mauricio Cabeza
- Rodney Cairo
- Peter Caljouw
- Tayfun Candan
- Jimmy Cardno
- Mirano Carrilho
- Armando Catsburg
- Mustafa Celen
- Jacques Chapel
- Kenneth Cicilia
- Rob Collewijn
- Wietze Couperus

## D
- Wiggert van Daalen
- Wiggert van Daalen jr.
- Winston Daniëls
- Daniël Dekker
- Johan Derksen
- Mike Derlagen
- Fernando Derveld
- Marco Dettmer
- Jamal Dibi
- John Diffley
- Frank Dikstaal
- Abdelaziz Dnibi
- Michel Doesburg
- Melvin Donleben
- Jaap Doornbos
- Hans Dorjee
- Dick Dortmundt
- Darl Douglas
- Sjef van Duffelen
- Marco van Duin
- Theo van Duivenbode
- Dennis van Duuren

## E
- Lee-Roy Echteld
- Jan Willem van Ede
- Jaap Eden
- Herman van Eekeres
- Toon Effern
- Samir El Gaaouiri
- Rachid El Yaakoubi
- Julian Emanuelson
- Arjan Engel
- Ron van Es
- Dion Esajas

## F
- Reginald Faria
- Alberto Fernández
- Pepe Fernández
- Maickel Ferrier
- Peter Feteris
- Ray Fränkel
- Jan Fransz
- Kasper de Fries-Johansen

## G
- Barry van Galen
- Boudewijn de Geer
- Mart van Geldorp
- Douglas George
- Maurice Gijzen
- Gerrit ("Gerrie") de Goede
- Ralph Goes
- Lothar van Gogh
- Martijn Gootjes
- Kenneth Goudmijn
- Roel de Graaff
- Raymond Graanoogst
- Serginho Greene
- Stefan van der Grijp
- Piet Groeneveld
- Jesper Grønborg
- Dennis Groot
- Jerry de Groot
- Patrick de Groot
- Ruud Gullit
- Marnix van der Gun
- Emre Gungor

## H
- Jur Haak
- Günther de Haan
- Charles de Haan
- Martin Haar
- Hans van de Haar
- Edwin van Hameren
- Carlos Hasselbaink
- Kenny Heemskerk
- Jaymie Heesemans
- Erik Heijblok
- Michael van der Heijden
- Ruud Helder
- Mike Helenklaken
- René Hendriks
- Terry Hendriks
- Tom Hes
- Ruud Hesp
- Arturo ten Heuvel
- Laurens ten Heuvel
- Piet Hoeben
- Robert Hoever
- Ryan Holman
- Niels-Christian Holmstrøm
- Wout Holverda
- Jermaine Holwijn
- Rick Hooyboer
- Brutil Hosé
- Jaap Houtkooper
- Martien Houtkooper
- Piet Huijg
- Dustin Huisman
- Geoff Hutt
- Reno Huyberts
- Dave Huymans
- Donny Huijsen

## I
- Dennis Iliohan
- Henk van Ingen
- Wout Iseger

## J
- Bert Jacobs
- Ko Jager
- Frans Jansen
- Fred Jaski
- Jeffrey de Jong
- Patrick de Jong
- Paul de Jong
- Wim de Jong
- Renaldo Jongebloet

## K
- André Kamperveen
- Frank Karreman
- Ferdinand Katipana
- Benito Kemble
- André Kemper
- Chris Kenselaar
- Nico Kesselaar
- Jeroen Ketting
- Piet Keur
- Sadik Kilic
- Rob de Kip
- Frenk van der Kleij
- Gerrie Kleton
- Dennis Koffijberg
- Niels Kokmeijer
- Jeffrey Kooistra
- Arie Koopman
- Rogier Koordes
- Atam Koroglu
- Marc van der Kort
- Wouter Kos
- Wilmer Kousemaker
- Hans Kraay jr.
- Frank Kramer
- Jerry Kranthove
- Tommy Kristiansen
- Patrick Krop
- Ad Krug
- Maup Kruijer
- Michel Kruijer
- Michael van der Kruis
- Jan van 't Kruis
- Bert van der Kuijl
- Kees Kuijs
- Nico Kunst

## L
- Martijn Lagendijk
- Roberto Lanckohr
- James Lawrence
- Urvin Lee
- Frank van Leen
- Chris Lefering
- Henk Lelieveld
- Jimmy Lens
- Danny Lensen
- Alwin Leysner
- Marcel Liesdek
- Ortwin Linger
- Didi Longuet
- Marcel Looijer
- Fred-Jan Luesken

## M
- Edward MacDonald
- Calvin Mac-Intosch
- Edgar Manucharyan
- Ton Marijt
- Javier Martina
- Keith Masefield
- Peter Maseland
- Aad Mathot
- Rob Matthaei
- Stefan Matthaei
- Paul McGee
- Theo Meeuwse
- Bert de Meijer
- Hannie Meijer
- Harm Meijers
- Rob Meinsma
- Eef Melgers
- Stanley Menzo
- Fouzi Mesaoudi
- Arthur van Metelen
- Edward Metgod
- John Metgod
- Mark Metgod
- Timothy van der Meulen
- Geoffrey Meye
- Sukru Mihci
- Slobodan Milosavljevic
- Tatsuya Mochizuki
- Piotr Modrzejewski
- Farid Moharram
- Ronald Molenaar
- Sjoerd Molleman
- Jeffrey Mols
- Ricardo Moniz
- Paul Mulders

## N
- Junas Naciri
- Hennie van Nee
- Giel Neervoort
- Johan Neijssel
- Pieter van Netten
- Marco Neuvel
- Ron van Niekerk
- John Nieuwenburg
- Guido Nieuwenhuizen
- Tonnie Nieuwenhuys
- Tom Nijdam
- Luc Nijholt
- Melvin Nijlhof
- Michel Nok
- Arthur Numan

## O
- Joop Odenthal
- Marcel Oerlemans
- Wilson Ajah Ogechukwu
- Chima Onyeike
- Marcel Oost
- Jan Oosterhuis
- Ard Oosterlee
- Suart Oosthuizen
- Sander Oostrom
- Arie de Oude
- Tom Overtoom
- Özkan Özmen

## P
- Sergio Padt
- Piet Paternotte
- Marcel Peeper
- Gerrit Peijs
- Doby Peters
- Erik Piket
- Mitchell Piqué
- Romeo Pocorni
- Jaap Poldervaart
- René Ponk
- Dragan Popadic
- Danny Post
- Cor Pot
- Duncan Pratt
- Gert-Jan Prijden
- Marino Promes
- Steve Promes
- Ton Pronk
- Dennis Purperhart

## Q
- Bernard Quainoo

## R
- Jasmin Ramic
- Robert-Jan Ravensbergen
- Nico de Redelijkheid
- Jaro Regter
- Johnny Rep
- Frans Reuser
- Richard Reynolds
- Ben de Ridder
- Mike Römer
- Michel de Roode
- Rini van Roon
- Siegfried Roosblad
- Wim Roosen
- Michael Ros
- Revy Rosalia
- Jan Royé jr.
- Nico Runderkamp
- Mark Rutgers
- Nicky Ruymgaart

## S
- Claudio Sabajo
- Jerzy Sadek
- Misha Salden
- Jeffrey Sam Sin
- Youssef Sarica
- Grégory Scattone
- Damiano Schet
- Patrick Scheurwater
- Emiel Schindeler
- Rob Schutz
- Levi Schwiebbe
- Chedric Seedorf
- Tonny Sheilds
- Duane Sinister
- Khalid Sinouh
- Romano Sion
- Kevin Sissing
- André Sitek
- Ben Sleeman
- Cees van Slooten
- Aad Smit
- Jan Smit
- Ton Smit
- Kick Smit
- Andy Solomons
- Ferdi Sonmez
- Nick Soolsma
- Arno Splinter
- Eberhard Souverein
- André Stafleu
- Kwong Wah Steinraht
- Peet Stol
- Robin Stolp
- Ben Stom
- Nick Stots
- Stanley Strobbe
- Ruud Stroet
- Marc Stuut
- Raphael Supusepa

## T
- Ricky Talan
- Gertjan Tamerus
- Piet Tekelenburg
- Frits Terwee
- Brian Tevreden
- Barry Tjeertes
- René Tol
- Sijmen Tol
- Arnoud van Toor
- Carlo van Tour
- Orlando Trustfull
- Remco Tuinenburg
- Alpha Turay

## U
- Loek Ursem

## V
- René Valent
- Eus Veen
- Rogier Veenstra
- Andreas van der Veldt
- Peter van Velzen
- Piet Verburg
- Chris Verkaik
- Mike Vermolen
- John Verschoor
- Geoffrey Verweij
- Mark Verzijlberg
- Karel Vesters
- Bobby Vosmaer
- Lout Vreeken
- Cees de Vries
- Ton Vrijhof

## W
- Peter de Waal
- Peter van der Waart
- Wesley Weeber
- Alex Weeling
- Bas van Wegen
- Frank Weijers
- Beer Wentink
- Hans Werdekker
- André Wetzel
- Ad Wheeler
- Marvin Wijks
- Gregory van der Wiel
- Joop Wildbret
- Nicky Wildschut
- Menno Willems
- Gerrie te Winkel
- Arie de Winter
- Freek de Winter
- Roy Witteman
- Mendel Witzenhausen
- Cees de Wolf
- Nico de Wolf
- Marvin Wondel

## Z
- Patrick Zonneveld
- Mohammed Zouzou
- Frank van der Zwan
- Fokke Zwart